# Рэйн, Эндрю
Эндрю Рэйн (англ. Andrew Roland Rein; род. 11 марта 1958, Стоутон, Висконсин) — американский борец вольного стиля, победитель Панамериканских игр, призёр Кубка мира, серебряный призёр летних Олимпийских игр 1984 года в Лос-Анджелесе.

## Карьера
Выступал в лёгкой весовой категории (до 68 кг). Победитель Панамериканских игр 1979 года в Сан-Хуане (Пуэрто-Рико). Серебряный призёр Кубка мира 1986 года в Толидо (штат Огайо, США).
На летних Олимпийских играх 1984 года в Лос-Анджелесе Рэйн победил грека Георгиоса Атанассиадиса, швейцарца Рене Нойера, австралийца Зигмунда Келевица, финна Юкку Раухалу и занял первое место в своей подргуппе. В финале американец проиграл южнокорейцу Ю Ин Тхаку и завоевал олимпийское серебро.